# Incisocalliope derzhavini
Incisocalliope derzhavini är en kräftdjursart som först beskrevs av Gurjanova 1938.  Incisocalliope derzhavini ingår i släktet Incisocalliope och familjen Pleustidae. Inga underarter finns listade i Catalogue of Life.